# Світ-Трек
Світ-Трек (англ. Sweet Track) — доісторична насипна дорога на болотистій прибережній рівнині Сомерсет-Левелз у графстві Сомерсет (Англія). Одна з найдавніших інженерних доріг та найдавніша дорога з дерев'яним полотном у Північній Європі. Дані дендрохронології (за деревними кільцями на залишках дерев'яного настилу) дали змогу встановити з високою точністю час спорудження дороги: 3807-3806 рр. до н. е. Відповідно до однієї з публікацій, Світ-Трек — найстаріша збережена мощено-насипна дорога у світі. Ліпіди з кераміки Світ-Треку радіовуглецевим методом датуються віком 5110±25 та 5092±26 років (3950—3800 років до н. е.).
Дорогу, виявлену 1970 року під час видобування торфу, названо на честь відкривача, Рея Світа. Вона походить болотистою місцевістю між колишнім островом Вестгей, на якому в добу неоліту розташовувалося пальове поселення, і височиною в Шепвіку (графство Сомерсет). Довжина дороги становила близько 2000 м. Вона є складовою системи стародавніх доріг на рівнині Сомерсет-Левелз.

## Розташування
Дорогу прокладено на початку 4-го тисячоліття до н. е. між островом у Вестгеї та височиною у Шепвіку, що неподалік річки Брю. Група курганів у Вестгеї позначає місце розташування доісторичних озерних жител, ймовірно, подібних до знайдених у поселенні залізної доби в Гластонбері поблизу Ґодні, побудованому на болоті на штучному фундаменті з деревини, заповненому хмизом, папороттю, щебенем та глиною.
Неподалік виявлено залишки подібних стежок, що з'єднують поселення на торфовищі; серед них стежки Ганіґор (англ. Honeygore), Абботс-Вей (Abbotts Way), Беллз (Bells), Бейкерс (Bakers), Вестгей (Westhay) та Нідонс (Nidons). Такі місця, як сусідній Мір-Пул, свідчать, що метою цих споруд було полегшення пересування між поселеннями. Дослідження Мір-Пулу показує, що він утворився внаслідок заростання верхових торфовищ навколо нього, особливо в субатлантичний кліматичний період (1 тисячоліття до н. е.), а керн показує, що він заповнений щонайменше на 2 метри (6,6 фут) детритним мулом.
Два поселення озера Мір у басейні Мір, ймовірно, походять від низки споруд, зведених на поверхні висохлого торфу (наметів, вітрозахисних смуг та загонів для тварин). Пізніше по торфу розкидали глину, створюючи підвищення для проживання, господарювання та пересування, а в деяких районах товстіші глиняні шари містили вогнища, побудовані з глини або каменю.

## Опис

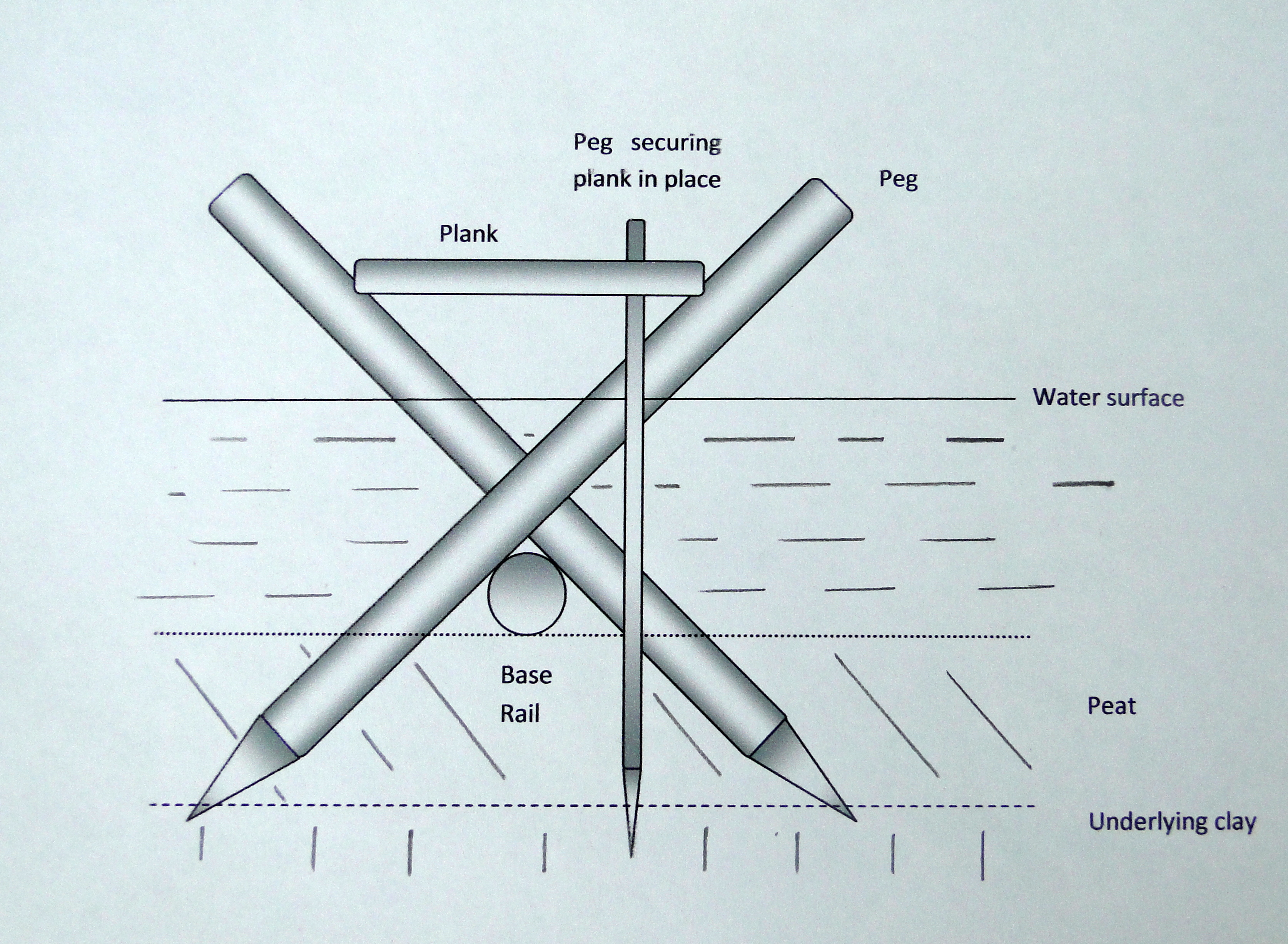
Схема поперечного перерізу

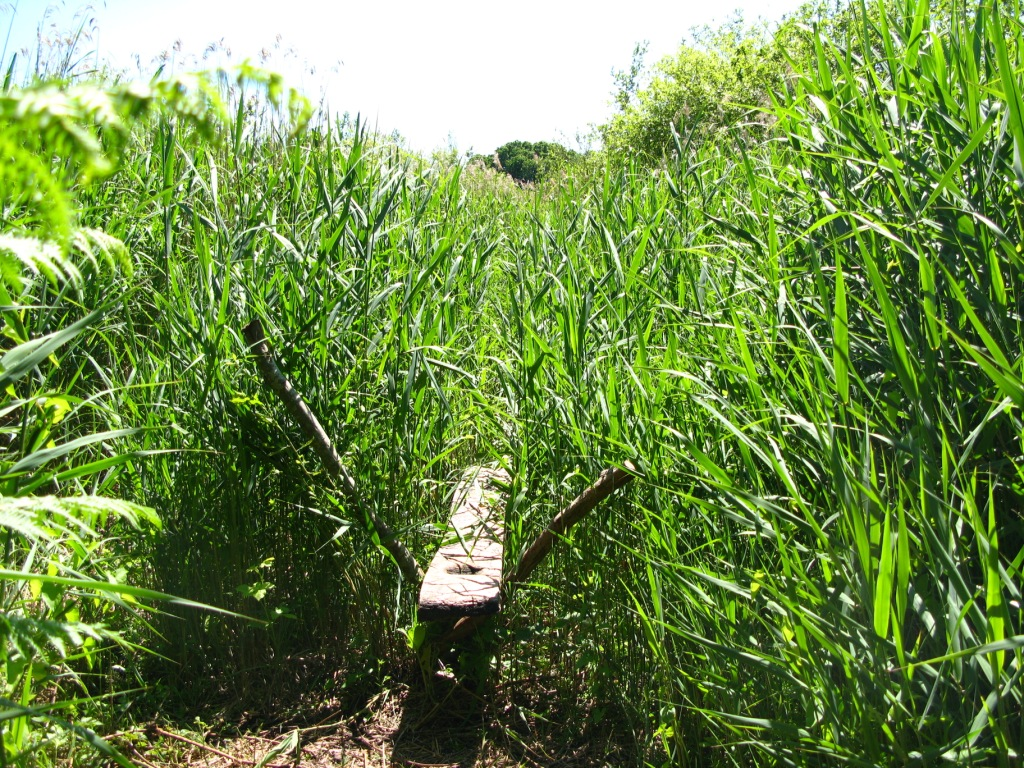
Дорога складалася з накладених одна на одну перехресно перекладин, утоплених у ґрунт; поверх них розташовувався дубовий настил

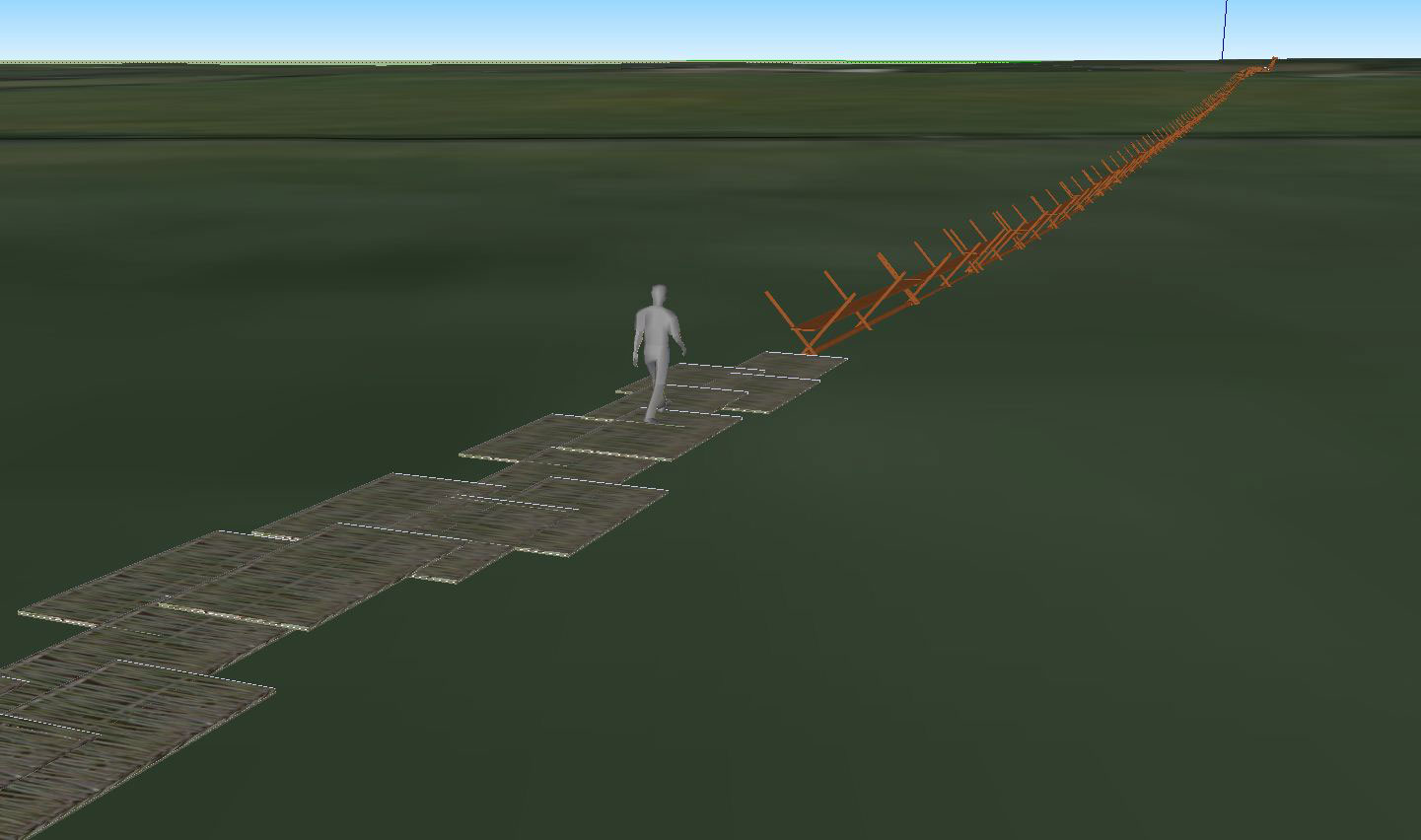
Цифрова реконструкція південного кінця дороги

Споруджена в XXXIX столітті до н. е., дорога складалася з накладених одна на одну перехресно перекладин з ясена, дуба та липи, втоплених у ґрунт; поверх них розташовувався дубовий настил. Деякі з дощок були стабілізовані тонкими вертикальними дерев'яними кілочками, проведеними через прорізані в кінці дощок отвори і застромленими в торф, а іноді і в глину під ним. Викривлення в основах перекладин свідчать, що для їх виготовлення брали молоді дерева. Дошки шириною до 40 см, довжиною 3 м та товщиною менш як 5 см вирізано з дерев діаметром до 1 м, використовуючи тільки кам'яні сокири, дерев'яні клини та молотки. Оскільки дорогу прокладали в болотистій місцевості, її компоненти доводилося виготовляти в іншому місці.
Більшість стародавньої дороги збереглася, кілька сотень метрів нещодавно законсервовано. Фрагмент дорожного полотна зберігається в Британському музеї, а реконструйовану ділянку дороги можна побачити в музеї «Центр торфових боліт» поблизу Гластонбері.
Через деякий час після відкриття Світ-Треку археологи встановили, що його споруджено вздовж дороги, названої Пост-Трек, яку датують 3838 р. до н. е., тобто на 30 років старшої. Проте жоден фрагмент цієї дороги не зберігся, лише дерев'яні маркери та окремі дерев'яні елементи. Це частина мережі стежок, що колись перетинали рівнину. Поруч із нею знайдено різні предмети, серед яких нефритова сокира.
Дорогою користувалися лише близько 10 років, а потім закинули, ймовірно, через підвищення рівня води. Коли 1970 року її знайшли, знадобилися значні реставраційні роботи, зокрема, щоб зберегти деревину вологою, працювала водяна насосна станція.

## Будівельники
Стежки збудували селяни неоліту, які колонізували цей район, близько 3900 року до н. е. Доведено, що під час будівництва вони були добре організовані та акуратні. Жителі вирубали ліси для створення пасовищ та полів. Узимку в затоплених районах була доступна риболовля, полювання, пошук їжі. Влітку посушливі райони були трав'янистими, тому вони могли пасти худобу та овець, також було багато диких тварин, птахів, фруктів та насіння. Для будівництва використовували очерет, чагарник та заготовлені дрова. Щоб досягти островів вересової пустки, вони разом заготовляли деревину та будували доріжки, які вони, ймовірно, збудували, коли води були низькими.